# LOVE IS ALL MUSIC
《LOVE IS ALL MUSIC》為日本女歌手華原朋美的第7張單曲，由小室哲哉所製作。

## 說明
- 在前作〈Hate tell a lie〉依然處於大熱之時，初登場取得公信榜冠軍。
- 小室表示最初是想要做如舞曲一般的快節奏歌曲，但在一次彈鋼琴時突然浮現而完成本曲。

## 收錄歌曲
全碟作詞・作曲・編曲：小室哲哉
1. LOVE IS ALL MUSIC [Original Mix]
2. LOVE IS ALL MUSIC [Jazzy Vibe Club Mix]
3. LOVE IS ALL MUSIC [Instrumental]